# ضيعة تشرين
ضيعة تشرين مسرحية سورية كوميدية سياسية ساخرة من إخراج دريد لحام تحاكي الفترة ما قبل احتلال فلسطين 1948 حتى انتصارات أكتوبر/ تشرين 1973، المسرحية من بطولة دريد لحام، نهاد قلعي، عمر حجو وآخرون، من تأليف محمد الماغوط ودريد لحام في أول تعاون ولقاء فني يجمعهما.
أولى عروضها كانت في عام 1974 على مسرح العمال في دمشق حتى يونيه عام 1974، لتنتقل عروضها بعد ذلك إلى لبنان ومن ثم تعود من جديد إلى دمشق وحلب، تم عرضت في الأردن التي فيها تم تصوير المسرحية تلفزيونياً من إخراج خلدون المالح، ورغم أنه لم يتم خلال المسرحية تسمية الأشياء والأحداث والبلدان بمسمياتها إلا أن الإسقاطات السياسية المبطنة كانت زاخرة بما فيه الكفاية لتصل للمتلقي السوري والعربي بشكل مباشر.

## قصة المسرحية
تبدأ أحداث المسرحية بمرحلة ما قبل احتلال فلسطين حيث المجتمع أو "الضيعة" المسالمة والآمنة بأهلها البسطاء المترابطين، وبينما هم يحتفلون بزفاف "زينة" على "نايف" جاء رجل الأمن "الناطور" ليعلن أن "الحرامي" احتل الأرض فتوقف حفل الزفاف ولم تكتمل الفرحة لأن الأرض هي مهر "زينة" ولا فرحة للضيعة بدون الأرض.
تتوالى الأحداث مع المطالبة بإعلان الإضراب العام وانطلاق المظاهرات المطالبة بتحرير الأرض وإجراء إصلاحيات داخلية وتغيير المختار الذي أعلن استجابته لمطالب أهل الضيعة، لكن سرعان ما تبين أنه أجرى إصلاح شكلي بتغيير المناصب بينما أبقى على نهج الحكم ذاته، فرفض المعتصمون فض الاعتصام إلى أن تدخل رجل الأمن وفضه بقوة السلاح ليعلن بعدها حضر التجول.
أمام هذه الأزمة السياسية لم يجد المختار حلاً إلا بإشعال الفتنة ما بين أهل الضيعة كناية على انشغال العرب في حروبهم الداخلية والبينية، فعصفت الأزمة الاقتصادية والاجتماعية بالضيعة إلى أن تم الإعلان عن انقلاب عسكري أطاح بالمختار فهلل وتفاءل أهل الضيعة بهذا الخبر، ولكن بقي الحال على ما هو عليه اقتصادياً واجتماعياً وبقيت الأرض محتلة، فتوالت الانقلابات بشكل مضحك ومتسارع جداً كناية على الانقلابات العسكرية السورية المتوالية في منتصف القرن العشرين، إلى أن وصل للحكم المختار الذي يتمتع بشعبية عالية فتأثروا بخطاباته الرنانة ومصطلحاته السياسية وجماهيريته الكبيرة وتواضعه، ولكن سرعان ما تلاشى هذا التفاؤل أمام تبعات الأحكام العرفية التي عمت الضيعة والقبضة الأمنية للمخابرات وتلفيق التهم للمواطنين، واختفاء السلع الأساسية من السوق لفائدة المهربين وتبعات تأميم الشركات والأملاك، إلى أن فوجئ أهل الضيعة بإعلان المختار الحرب على الحرامي بخطبة معلنة ذات خطابات رنانة وخطط عسكرية مكشوفة متوعداً الحرامي بأنه سيلقى حتفه وسيُرمى بالبحر ليكون "طعم للأسماك"، كناية على حرب 1967.
بينما كان المختار ينقل من على سطح الإذاعة مجريات الحرب ويهلل للانتصارات التي حققها شباب الضيعة ودحرهم للحرامي، عاد شباب الضيعة يجرون أذيال الخيبة والهزيمة ويعلنوا أن الحرامي قد توسع وتم احتلال جزء إضافي من الأرض، وبعد تبادل التهم ما بينه وبين شباب الضيعة بالمسؤولية عن هذه الهزيمة، خفف المختار من أهمية ما حدث وقال أنها ليست هزيمة بل مجرد نكسة، بل وفاجأهم عندما بشرهم بأنهم انتصروا باعتبار أن الحرامي كان هدفه أن يقصيه عن سدة الحكم ولكنه فشل بذلك مما يعني أن الحرامي هو المهزوم بهذه الحرب.
تعيش الضيعة بعد الهزيمة أيام عصيبة وتتفكك قيم أهلها ومبادئهم، ويعود أحد المدرسين المغتربين إلى الضيعة فيظنوه عميل لدولة أجنبية، وبعد أن تعرفوا عليه يطلب المختار من المدرس أن يكون بمثابة مستشار له كونه يتحدث الإنجليزية، وشدد المدرس على ضرورة أن يلتقي المختار بأحد الصحفيين الأجانب كي يوصل من خلاله صوت الضيعة إلى العالم الخارجي لوجود تقصير إعلامي من إذاعة الضيعة بحشد التأييد الخارجي لقضية الأرض، وفعلاً تم اللقاء ولكن جاءت كل إجابات المختار هجومية ورافضة وردد حرف النفي "لا" على كل سؤال، كناية على مخرجات مؤتمر القمة العربية 1967 في الخرطوم والتي عرفت "بقمة اللاءات الثلاثة".
ختام المسرحية كان مع بحث نساء الضيعة عن أزواجهن الذين غادروا المنزل بشكل مفاجئ، وبينما هن يتحدثن عن تحسن علاقتهن بأزواجهن وعن المختار الجديد وما أحدثه من تغييرات إيجابية على الضيعة يصل شباب الضيعة ليفاجئنهن بأنهم قد حاربوا وانتصروا بالحرب وذلك كناية على حرب تشرين أكتوبر 1973، فيحتفلون بالنصر وتنتهي المسرحية بخبر استشهاد بطل المسرحية "غوار الطوشة". وبعد اعتلاء الممثلين للمسرح لتحية الجمهور تحدثوا عن النصر الذي ما كان ليتحقق لولا وقفة العرب الأشقاء ووحدتهم وذكروا كل أسماء الدول العربية الداعمة.

## الأبطال والممثلين
أسماء الممثلين وشخصياتهم في المسرحية حسب ما وردت في مقدمة المسرحية عند عرضها تلفزيونياً والذين شكل معظمهم فيما بعد ما عرف بـ "أسرة تشرين المسرحية":
| الممثل           | الشخصية       |
| ---------------- | ------------- |
| دريد لحام        | غوار الطوشة   |
| نهاد قلعي        | المختار       |
| عمر حجو          | أبو ناره      |
| عبد السلام الطيب | أبو سمرة      |
| ياسر العظمة      | الناطور       |
| أسامة الروماني   | نايف          |
| شاكر بريخان      | الأستاذ       |
| يولا الجابي      | زوجة المختار  |
| فاديا خطاب       | زوجة غوار     |
| صباح الجزائري    | غندورة        |
| ملك سكر          | زينة          |
| ليلى غانم        | أم زينة       |
| خديجة العبد      | أم نارة       |
| ماهر حيدر        | الحارس        |
| جميل العبد       | التحري        |
| حسام تحسين بك    | الصحفي        |
| أيمن بهنسي       | من أهل الضيعة |
| فوزي شيخ نجيب    | من أهل الضيعة |
| فيصل سلامة       | من أهل الضيعة |

## الأغاني والاستعراضات
قدمت المسرحية عدد من الأغنيات والاستعراضات بعدة ألوان موسيقية منها الكوميدي، الشعبي، والوطني، وكانت من كلمات شاكر بريخان، ألحان عبد الفتاح سكر وشاكر بريخان، توزيع حسين نازك، بينما صمم الرقصات حسام تحسين بيك الذي شارك كذلك بأدائها مع كل من صباح الجزائري وفاديا خطاب وخديجة العبد

## وصلات خارجية
فيديو مسرحية ضيعة تشرين
صفحة المسرحية على موقع السينما